# Stanley Johnson (politiker)
Louis Stanley Johnson, född 11 oktober 1869, död 30 november 1937, var en brittisk konservativ politiker. Han var parlamentsledamot för valkretsen Walthamstow East 1918–1924.
Han blev dubbad till riddare år 1920 under tiden som ledamot av underhuset.
År 1937 påträffades Johnson död i sitt arbetsrum med ett kulhål i huvudet och en revolver vid sin sida.